# Alwin Schultz
Pour les articles homonymes, voir Schultz.
Alwin Schultz, né le 6 août 1838 à Muskau et mort le 10 mars 1909, est un historien de l'art et médiéviste saxon, professeur d'histoire de l'art à l'Université Charles de Prague.

## Biographie
Alwin Schultz naît le 6 août 1838 à Muskau en Lusace. Il étudie l'archéologie et la philologie germanique à l'Université de Breslau (1858/1859 et 1862-1864) et, en 1859-1961, fréquente la Bauakademie de Berlin, où il suit également des cours de dessin. En 1866, il devient docent en archéologie chrétienne et en histoire de l'art à Breslau, où il est nommé professeur associé en 1872. En 1882, il est admis à l'Université de Prague en tant que professeur titulaire,.
Parmi ses publications figurent un traité sur les Minnesingers en deux volumes (1889) et une discussion sur l'Allemagne aux XIVe et XVe siècles (1892) ainsi qu'un traité sur la vie domestique en Europe au Moyen Âge et au début de la période moderne (1903).

## Publications
- 1868: Das Rathhaus zu Breslau in seinen äusseren und inneren Ansichten und Details, (with Carl Lüdecke).
- 1869: Beschreibung der Breslauer Bilderhandschrift des Froissart – Description of the Breslau manuscript of Froissart.
- 1870: Schlesiens Kunstleben im dreizehnten und vierzehnten Jahrhundert – Silesian artistic life in the thirteenth and fourteenth centuries.
- 1878:	Die Legende vom Leben der Jungfrau Maria und ihre Darstellung in der bildenden Kunst des Mittelalters – The legend of the life of the Virgin Mary: and its representation in the visual arts of the Middle Ages.
- 1882: Untersuchungen zur Geschichte der Schlesischen Maler (1500-1800).
- 1889:	Das höfische Leben zur Zeit der Minnesinger (2nd edition) – The court life at the time of Minnesinger.
- 1892: Deutsches Leben im XIV. und XV. Jahrhundert (2 vols) – German life in the XIV and XV centuries.
- 1894 et seq.: Allgemeine Geschichte der bildenden Künste – General history of the fine arts.
- 1901: Kunst und Kunstgeschichte (2nd edition) – Art and art history.
- 1903: Das Häusliche Leben der europäischen Kulturvölker vom Mittelalter bis zur zweiten Hälfte des XVIII. Jahrhunderts – The domestic life of the peoples of Europe from the Middle Ages to the mid-18th century.

Il est l'auteur de biographies sur Karl Daniel Friedrich Bach et Johann Gustav Gottlieb Büsching dans l'Allgemeine Deutsche Biographie.